# Rezerwat przyrody Jezioro Drążynek
Rezerwat przyrody Jezioro Drążynek – torfowiskowy rezerwat przyrody położony w gminie Pobiedziska, w powiecie poznańskim (województwo wielkopolskie). Jest objęty ochroną ścisłą.

## Położenie
Rezerwat jest położony na terenie Parku Krajobrazowego Promno, na południe od Pobiedzisk i ma powierzchnię 6,33 ha (akt powołujący podawał 6,45 ha). Zajmuje oddziały leśne 239b i 239c. Wokół rezerwatu planuje się utworzenie otuliny na terenie oddziałów 239a i 239d (3,39 hektara).

## Przyroda
Rezerwat został utworzony w 1954 w celu ochrony zarastającego śródleśnego jeziorka z przyległymi łąkami oraz stanowiska kłoci wiechowatej (Cladium mariscus) i interesującej fauny owadów. Obszar rezerwatu porastają w głównej mierze zespoły roślinności szuwarowej: szuwar trzcinowy, szuwar kłociowy i szuwar turzycy błotnej. Fragmentami rosną też zarośla łozowe. W projektowanej otulinie znajduje się grąd środkowoeuropejski – drzewostan dębowy z domieszką olchy, grabu, brzozy, jesionu i innych, a także drzewostan dębowo-sosnowy z domieszką brzozy, grabów, dębów i innych.

## Podstawa prawna
- Zarządzenie Ministra Leśnictwa z dnia 5 listopada 1954 w sprawie uznania za rezerwat przyrody (M.P. z 1954 r. nr 114, poz. 1640)
- Obwieszczenie Wojewody Wielkopolskiego z dn. 4.10.2001 r. w sprawie ogłoszenia wykazu rezerwatów przyrody utworzonych do dn. 31.12.1998 r.[1]
- Zarządzenie Nr 7/09 Regionalnego Dyrektora Ochrony Środowiska w Poznaniu z dnia 25 stycznia 2010 r. w sprawie rezerwatu przyrody „Jezioro Drążynek”[1]
- Zarządzenie Regionalnego Dyrektora Ochrony Środowiska w Poznaniu z dnia 20 czerwca 2017 r. zmieniające zarządzenie w sprawie rezerwatu przyrody „Jezioro Drążynek”[3]

## Turystyka
Południowym skrajem rezerwatu przechodzi  zielony szlak pieszy z Promna-Stacji do Pobiedzisk. Północnym skrajem przebiega natomiast  niebieski szlak pieszy z Promna-Stacji do Wagowa. Wyznakowano też w tym rejonie ścieżki do nordic walking.

## Linki zewnętrzne

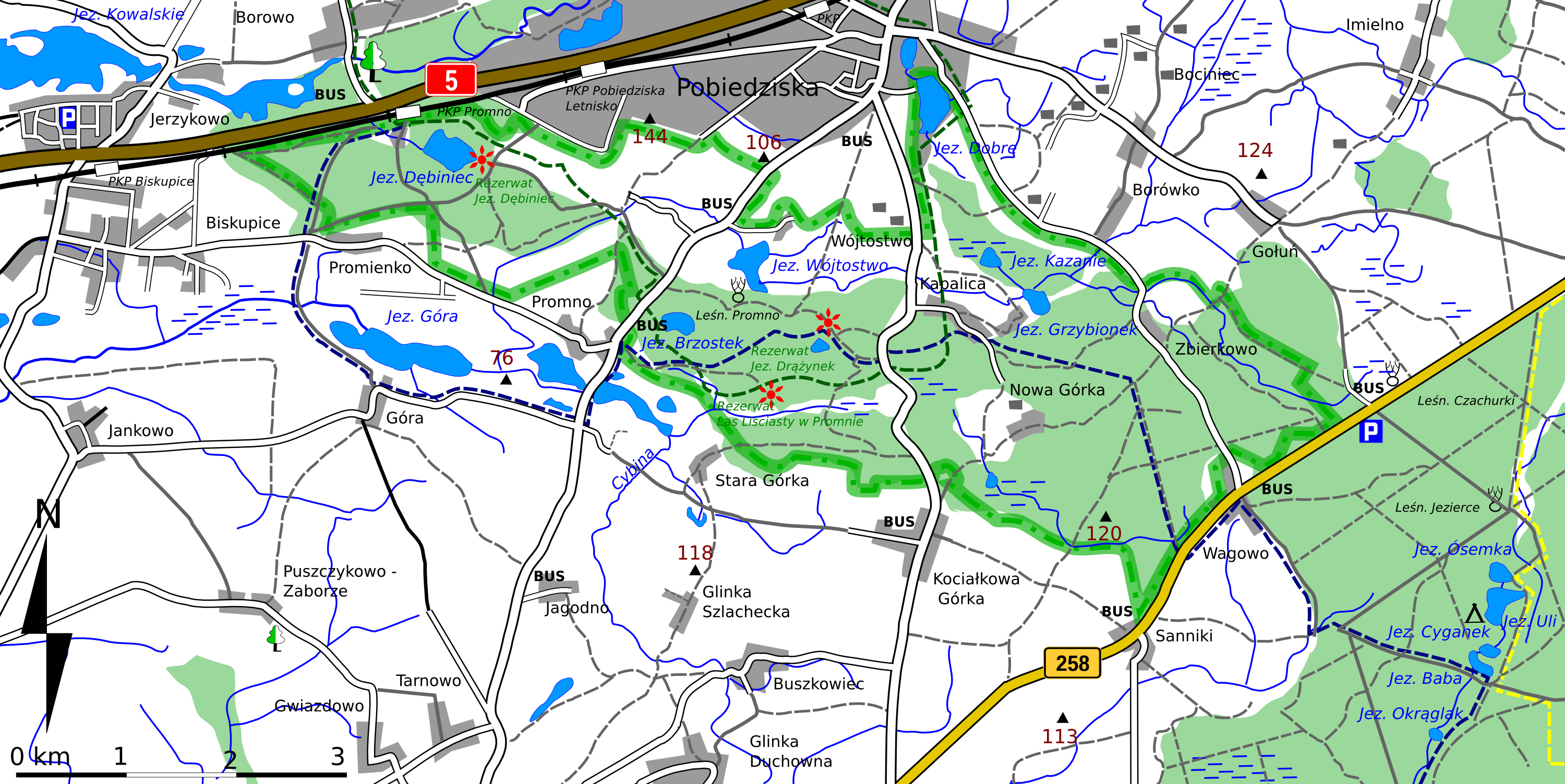
Położenie rezerwatu w parku krajobrazowym